# You're Not You
You're Not You es una película dramática estadounidense del año 2014 dirigida por George C. Wolfe, escrita por Jordan Roberts y Shana Feste sobre la novela homónima de Michelle Wildgen, y protagonizada por Hilary Swank, Emmy Rossum y Josh Duhamel.

## Argumento
Kate (Hilary Swank), una pianista de música clásica es diagnosticada con esclerosis lateral amiotrófica. Su esposo Evan (Josh Duhamel) intenta encontrar a alguien para cuidar de su esposa. Bec (Emmy Rossum) – una estudiante universitaria – se aplica para el trabajo a pesar de su falta de experiencia. Kate ve algo especial en Bec y quiere tenerla como su cuidadora para ayudarla con las cosas cotidianas como darse una ducha. Finalmente, Kate se separa de su marido, Evan, debido a su aventura amorosa con otra mujer, así como sus ganas de no ser invisible. Ella piensa que ella se ha convertido en la persona que en su vida le limita. Ella se queda con Bec y pasa la noche. A la mañana ella le dice a Bec para llevarla a un hogar de vida asistida, pero Kate se niega a salir de allí. Visitan a Evan, en su oficina, para que Kate le pueda decir que ella no quiere estar con él.
Bec y Kate tienen un par de aventuras, incluyendo el ir a un club, encuentro con otra pareja donde la mujer tiene ELA, e intentando una "terapia a base de hierbas." Finalmente acuden a una fiesta por la hija de la amiga de Kate. Kate le pregunta si puede sostener al bebé, pero tiene un ataque de tos y casi tira al bebé. Mientras Bec cuida de Kate Evan aparece y Kate le dice a Bec que le diga que la razón por la que ella quería que él se fuera no era por su aventura amorosa con otra mujer. Ella estaba cansada de ser invisible. La situación de la esposa de la pareja que conocieron se ha complicación y es hospitalizada. Eso asusta a Kate cuando ella ve lo que sucede, finalmente, a los pacientes con ELA. Bec brevemente habla a los "mejores amigos" de Kate que le piden que le diga a Kate que la quieren, la extrañan, y que están ahí para ella. Evan visita la casa de nuevo, pero Kate y Bec le echan de nuevo. Los padres de Bec la visitan por Navidad y una conversación con su madre que es escuchado por el monitor por Kate causa que Kate despida a Bec porque ella cree que su enfermedad está arruinando la vida de Bec como lo hizo con Evan.
Kate va a la casa de sus padres y asiste a una fiesta de Navidad con Evan, dando a entender que ellos están juntos de nuevo. Finalmente, Bec recibe la noticia de que Marilyn, la otra paciente con ELA que conocieron, ha muerto. Ella da una carta con Evan para Kate que Marilyn ha enviado a algunos de sus amigos. Kate es hospitalizada poco después y se descubre que a Bec se le dio autoridad médica sobre Kate. Aunque la madre de Kate le ruega poner a Kate en un ventilador, Bec se niega y en su lugar la lleva a casa con Evan. Bec ayuda a Kate a interpretar su pieza favorita de Chopin en el piano de nuevo. Después de que Evan profesa su amor por ella, Kate y Bec se tumban en la cama, donde Kate hace que Bec prometa no llamar para pedir ayuda esa noche y encontrar a alguien para ella, que la pueda ver así como Kate la veía a ella. Bec está de acuerdo, con la condición de que Kate prometa aceptar un cumplido. Y Bec da las gracias por los monólogos ya que Bec la entendía perfectamente y le servía como traductora, por enseñarle a cocinar... Kate muere esa noche y Bec, incapaz de mantenerse en la otra habitación, corre hacia la de Kate y la abraza mientras ella da su último aliento. La película termina cuando Bec finalmente se reencuentra con  Will, el buen chico que ha estado persiguiéndola, e incentivándole a que haga la actuación en el club sin que sufra de pánico escénico.

## Reparto
- Hilary Swank como Kate.
- Emmy Rossum como Bec.
- Josh Duhamel como Evan, el marido de Kate.
- Stephanie Beatriz como Jill.
- Jason Ritter como Will.
- Julian McMahon como Liam.
- Loretta Devine como Marilyn.
- Ernie Hudson como John.
- Ali Larter como Keely.
- Andrea Savage como Alyssa.
- Marcia Gay Harden como Elizabeth.
- Frances Fisher como Gwen, la madre de Kate.
- Geoff Pierson como el padre de Kate.
- Mike Doyle como Tom.
- Beau Knapp como Jackson.
- Erin Chenoweth como Cynthia.
- Gareth Williams como Bruce.
- Gerald Downey como Bill.
- Ed Begley Jr. como el tío Roger.

## Producción
El rodaje tuvo lugar en Los Ángeles en diciembre de 2012.

## Estreno
La película fue distribuida en Norteamérica por Entertainment One Films y estrenada el 10 de octubre de 2014 en versión limitada, recaudando $11,486 de 5 pantallas. Fue lanzado en DVD el 13 de abril de 2015.
La película se estrenó en Italia el 27 de agosto de 2015, con la que debutó en el quinto lugar con un total bruto de $153,892 en su fin de semana de apertura.

## Recepción

### Taquilla
La película recaudó $11,486 durante su estreno limitado.

### Respuesta crítica
La web Rotten Tomatoes le dio un 40% de aprobación de la clasificación con una puntuación media de 5.8/10, basado en 15 opiniones. En Metacritic , la película recibió una puntuación de 56% basado en 8 opiniones.